# Lijst van Alytidae
Onderstaand een lijst van alle soorten kikkers uit de familie Alytidae. De lijst is gebaseerd op Amphibian Species of the World.
- Alytes cisternasii
- Alytes dickhilleni
- Alytes maurus
- Alytes muletensis
- Alytes obstetricans
- Discoglossus galganoi
- Discoglossus jeanneae
- Discoglossus montalentii
- Discoglossus pictus
- Discoglossus sardus
- Discoglossus scovazzi
- Latonia nigriventer